# ورزشگاه شانگهای
ورزشگاه شانگهای (انگلیسی: Shanghai Stadium) یک ورزشگاه چند منظوره در شانگهای چین است. این ورزشگاه در حال حاضر برای ورزش فوتبال در مسابقات سوپر لیگ فوتبال چین استفاده می‌شود.

## تاریخچه
ورزشگاه در سال ۱۹۹۷ برای میزبانی بازی‌های ملی چین ساخته شد. این ورزشگاه حدود ۵۷٬۰۰۰ صندلی دارد. نام این ورزشگاه در لیست ۳۰ ورزشگاه بزرگ فوتبال در جهان قرار دارد و هم‌چنین سومین ورزشگاه بزرگ چین بعد از ورزشگاه المپیک گوانگ‌دونگ و ورزشگاه ملی پکن می‌باشد. این ورزشگاه یکی از ورزشگاه‌هایی بود که میزبانی المپیک ۲۰۰۸ پکن را برعهده داشتند. ورزشگاه شانگهای میزبان مسابقات فوتبال المپیک بود. در تاریخ ۸ اوت ۲۰۱۵ ورزشگاه میزبانی سوپرجام فوتبال ایتالیا را برعهده داشت که میان دو تیم یوونتوس و لاتزیو برگزار شد.

## دسترسی محلی
برای رسیدن به ایستگاه متروی ورزشگاه شانگهای باید از خط ۴ متروی شانگهای استفاده کرد.